# Georges Mordant
Georges Mordant, né le 11 septembre 1927 à Etterbeek et mort le 4 janvier 1992, est un footballeur international belge actif principalement durant les années 1950. Il effectue la majeure partie de sa carrière à l'Olympic de Charleroi, où il occupe le poste de milieu de terrain offensif.

## Carrière en club
Bien qu'originaire de la région bruxelloise, c'est à l'Olympic de Charleroi que Georges Mordant fait ses débuts en Division d'Honneur en 1947, à l'âge de 20 ans. Il s'impose rapidement dans le onze de base de l'équipe et enchaîne les bonnes prestations, ce qui lui vaut d'être convoqué à quatre reprises en équipe nationale belge en 1950. Malgré un but inscrit et d'autres bonnes saisons avec l'Olympic, il ne sera plus jamais appelé chez les « Diables Rouges ».
Quand l'Olympic est rétrogradé en Division 2 en 1955, Georges Mordant décide de rester fidèle à ses couleurs et aide le club à remonter directement parmi l'élite nationale. Il joue encore une saison au plus haut niveau avec les « Dogues » puis décide de partir en 1957 pour rejoindre le Royal Albert Elisabeth Club de Mons, actif en Division 3. Il y joue durant deux saisons puis met un terme à sa carrière de joueur.

### Statistiques
| Saison                | Club                  | Championnat           | Championnat | Championnat | Coupe(s) nationale(s) | Coupe(s) nationale(s) | Total | Total |
| Saison                | Club                  | Division              | M.          | B.          | M.                    | B.                    | M.    | B.    |
| 1947-1948             | Olympic Charleroi     | Division 1            | -           | -           | 0                     | 0                     | 0     | 0     |
| 1948-1949             | Olympic Charleroi     | Division 1            | -           | -           | 0                     | 0                     | 0     | 0     |
| 1949-1950             | Olympic Charleroi     | Division 1            | -           | -           | 0                     | 0                     | 0     | 0     |
| 1950-1951             | Olympic Charleroi     | Division 1            | -           | -           | 0                     | 0                     | 0     | 0     |
| 1951-1952             | Olympic Charleroi     | Division 1            | -           | -           | 0                     | 0                     | 0     | 0     |
| 1952-1953             | Olympic Charleroi     | Division 1            | -           | -           | 0                     | 0                     | 0     | 0     |
| 1953-1954             | Olympic Charleroi     | Division 1            | -           | -           | -                     | -                     | 0     | 0     |
| 1954-1955             | Olympic Charleroi     | Division 1            | -           | -           | -                     | -                     | 0     | 0     |
| 1955-1956             | Olympic Charleroi     | Division 2            | -           | -           | -                     | -                     | 0     | 0     |
| 1956-1957             | Olympic Charleroi     | Division 1            | -           | -           | 0                     | 0                     | 0     | 0     |
| Sous-total            | Sous-total            | Sous-total            | -           | -           | -                     | -                     | 0     | 0     |
| 1957-1958             | R. AEC Mons           | Division 3            | -           | -           | 0                     | 0                     | 0     | 0     |
| 1958-1959             | R. AEC Mons           | Division 3            | -           | -           | 0                     | 0                     | 0     | 0     |
| Sous-total            | Sous-total            | Sous-total            | -           | -           | 0                     | 0                     | 0     | 0     |
| Total sur la carrière | Total sur la carrière | Total sur la carrière | 1           | -           | -                     | -                     | 1     | 0     |

## Carrière en équipe nationale
Georges Mordant compte quatre convocations en équipe nationale belge, pour autant de matches joués. Appelé pour la première fois le 16 avril 1950 à l'occasion d'un match amical face aux Pays-Bas, il joue sa quatrième et dernière rencontre le 4 juin de la même année en amical contre la France, au cours duquel il inscrit son seul but international.

### Liste des sélections internationales
Le tableau ci-dessous reprend toutes les sélections de Georges Mordant. Le score de la Belgique est toujours indiqué en gras.
| Date       | Compétition  | Adversaire           | Lieu      | Score | Remarque    |
| ---------- | ------------ | -------------------- | --------- | ----- | ----------- |
| 16/04/1950 | Match amical | Pays-Bas             | Anvers    | 2-0   |             |
| 10/05/1950 | Match amical | République d'Irlande | Bruxelles | 5-1   |             |
| 18/05/1950 | Match amical | Angleterre           | Bruxelles | 1-4   |             |
| 04/06/1950 | Match amical | France               | Bruxelles | 4-1   | But inscrit |